# Lymantria barisana
Lymantria barisana är en fjärilsart som beskrevs av Collenette 1933. Lymantria barisana ingår i släktet Lymantria och familjen tofsspinnare. Inga underarter finns listade i Catalogue of Life.